# Cobro
Cobro es una freguesia portuguesa del municipio de Mirandela, con 12,37 km² de superficie y 242 habitantes (2001). Su densidad de población es de 19,6 hab/km².